# Rheumaptera sajana
Rheumaptera sajana là một loài bướm đêm trong họ Geometridae.